# 驪龍亭
驪龍亭（れいりゅうてい、生没年不詳）とは、江戸時代の浮世絵師。

## 来歴
師系不明。作画期は文化の頃とされ、「文机」（紙本着色一幅）が作として知られるのみである。『浮世絵師人名辞書』は驪龍亭について「王成と云ふ、文化頃」と記し、「驪」を「り」と読んでいる。